# Haemogregarina salariasi
Haemogregarina salariasi is een soort in de taxonomische indeling van de Myzozoa, een stam van microscopische parasitaire dieren. Het organisme komt uit het geslacht Haemogregarina en behoort tot de familie Haemogregarinidae. Haemogregarina salariasi werd in 1951 ontdekt door Laird.